# 島根県立産業高度化支援センター
島根県立産業高度化支援センター（しまねけんりつさんぎょうこうどかしえんセンター）は、島根県松江市北陵町にある施設。愛称は「テクノアークしまね」。

## 概要
「挑戦意欲等に富んだ創業者の育成及び企業の技術の高度化、新たな事業分野への進出等に対する支援を通じて本県の産業振興を図る」ことを目的に設置された。研究開発型企業団地を目指して整備されたソフトビジネスパーク島根の中核施設である。
施設内にはしまね産業振興財団や公設試験研究機関である島根県産業技術センターなどの産業･技術支援などを行う機関･団体が入居している他、インキュベーションルームやレンタルオフィス、貸会議室などが設置されている。建物は本館（東棟･西棟）、南館、研究棟で構成されている。
愛称である「テクノアークしまね」は「テクノ（技術）」および「アーク（光・弓）」から付けられ、21世紀を照らす光り輝く技術を島根から発信するという意味が込められている。

## 施設

### 本館
- 公益財団法人しまね産業振興財団
- 島根県産業技術センター
- しまね知的財産総合支援センター
- レストラン
- 大会議室
- 中会議室
- 小会議室
- 特別会議室
- ミーティングルーム
- デジタルコンテンツ制作支援室
- インキュベーションルーム（創業支援室）

### 南館
- シェアードオフィス（創業準備室）
- レンタルオフィス（研究開発室）
- 南館会議室

### 研究棟
- 次世代技術研究開発センター

## アクセス
- 松江市交通局（松江市営バス）「テクノアークしまね」で下車。
- JR松江駅よりタクシーで約15分。
- 米子空港よりタクシーで約30分。